# Tricentrus albipes
Tricentrus albipes är en insektsart som beskrevs av William D. Funkhouser 1927. Tricentrus albipes ingår i släktet Tricentrus och familjen hornstritar. Inga underarter finns listade i Catalogue of Life.